# Une folie
Une folie (deutsche Titel: Je toller, je besser, Die beiden Füchse, Vetter Jacob, List und Liebe oder Wagen gewinnt) ist eine Opéra-comique (Originalbezeichnung: „comédie mêlée de chants“) in zwei Akten des französischen Komponisten Étienne-Nicolas Méhul. Das Libretto stammt von Jean Nicolas Bouilly. Die Uraufführung fand am 5. April 1802 in der Salle Feydeau der Opéra-Comique in Paris statt.

## Handlung
Der Husarenhauptmann Florival ist in Armantine, das Mündel des Malers Cerberti, verliebt. Dieser wiederum ist mit dieser Verbindung nicht einverstanden. Zwei Versuche Florivals, in Verkleidungen um die Hand Armantines anzuhalten, scheitern. Schließlich erklärt Armantine, sie sei frei in ihrer Entscheidung, wen sie heiraten wolle, und sie entscheidet sich für Florival. Dagegen kann auch Cerberti nichts mehr machen, und die Oper endet mit einem klassischen Happy End.

## Gestaltung
Die Oper besitzt, wie in der Opéra-comique üblich, gesprochene Dialoge.

### Orchester
Die Orchesterbesetzung der Oper enthält die folgenden Instrumente:
- Holzbläser: zwei Flöten (1. auch Piccolo), zwei Oboen, zwei Klarinetten, zwei Fagotte
- Blechbläser: zwei Hörner
- Klavier oder Harfe
- Streicher

### Musiknummern
Der Klavierauszug von 1842 enthält die folgenden Musiknummern:
- Ouvertüre

Erster Akt
- Nr. 1. Duett: „Carlin, Carlin“
- Nr. 2. Arie: „Traçons bien notre plan“
- Nr. 3. Arie: „Je suis encor dans mon printems“
- Nr. 4. Arie: „De l’intrigue ô vastes mystères“
- Nr. 5. Finale: „Bon d’ju, bon d’ju, ch’ch Paris est donc graind“
- Nr. 6. Entr’acte

Zweiter Akt
- Nr. 7. Arie: „Reviens, reviens mon aimable gaité“
- Nr. 8. Duett: „Si jamais je prinds femme“
- Nr. 9. Terzett: „Non non non je ne puis en conscience“
- Nr. 10. Duett: „Quittez tout cela promptement“
- Nr. 11. Quartett: „Ça commençons mais je crois qu’elle“
- Nr. 12. Finale: „Envain la ruse et la prudence“

## Werkgeschichte
Die Darsteller der Uraufführung am 5. April 1802 in der Salle Feydeau der Pariser Opéra-Comique waren Jean-Pierre Solié (Cerberti), Jean Elleviou (Florival), Jean-Blaise Martin (Carlin), Jenny Philis-Bertin (Armantine), Baptiste-Pierre Dardel „Dozainville“ (Francisque), Le Sage (Jacquinet-La-Treille) und Allair (Husar).

Kostümskizzen von Jean Duplessis-Bertaux, 1807
Dozainville (Francisque)
Lesage (Jacquinet-La-Treille)

Une folie ist die erfolgreichste komische Oper Méhuls. Sie wurde noch zu Lebzeiten des Komponisten mehr als 200 Mal an der Opéra-Comique gezeigt und dort auch später wiederholt aufgenommen. Große Beliebtheit erzielte sie im deutschsprachigen Raum, wo fünf verschiedene Übersetzungen gespielt wurden: Je toller, je besser von Karl Alexander Herklots (Berlin 1803, Hamburg und Weimar 1804), Die beiden Füchse von Joseph von Seyfried (Wien 1803, Bern und Posen 1804, München und Prag 1807, Luzern 1810, Moskau 1820), Vetter Jacob von Franz Carl Hiemer (Mannheim 1803), List und Liebe von Johann Jakob Ihlée (Frankfurt a. M., Stuttgart 1804) und Wagen gewinnt von Georg Friedrich Treitschke (Schleswig 1804, Wien 1809). Auch in anderen europäischen Ländern wurde sie gezeigt, beispielsweise 1803 in Madrid (spanisch von Manuel Bellosartes), 1804 in Stockholm (schwedisch von Carl Gustaf Nordforss), 1807 in Moskau (russisch von Wassili Ljowschin) und 1808 in Warschau (polnisch von Wojciech Pçkalski). Wiederbelebungen gab es beispielsweise 1840 und 1864 in Frankfurt, 1843 an der Opéra-Comique, 1851 an der Krolloper in Berlin, 1852 in Buenos Aires, 1854 in Dresden, 1874 an der Gaîté in Paris, 1874 in Königsberg und noch 1934 in Prag.

## Digitalisate
- Une folie: Noten und Audiodateien im International Music Score Library Project
- Partitur, Paris 1802. Digitalisat im Internet Archive
- Partitur, Paris 1830. Digitalisat bei Gallica
- Klavierauszug, Paris 1842. Digitalisat bei Gallica
- Libretto, Paris 1801. Digitalisat bei Gallica
- Libretto, Paris 1802. Digitalisat im Internet Archive
- Die beyden Füchse. Partitur-Manuskript (zwei Bände). Digitalisat der Österreichischen Nationalbibliothek, Übersetzung: Joseph von Seyfried
- Wagen gewinnt. Libretto, Wien 1803. Digitalisat der Library of Congress, Übersetzung: Georg Friedrich Treitschke
- List und Liebe. Libretto, Frankfurt 1804. Digitalisat der Library of Congress, Übersetzung: Johann Jakob Ihlée
- Arien und Gesänge aus dem Singspiel Je toller je besser. Libretto, Berlin 1810. Digitalisat der Library of Congress, Übersetzung: Karl Alexander Herklots